# レオ・ベルドゥ
レオ・ベルドゥ（Léo Berdeu、1998年6月13日 - ）は、フランスのラグビーユニオン選手。トップ14のリヨンOUに所属している。

## 経歴
フランスのアルプ＝マリティーム県カンヌ生まれ。
トゥーロンのアカデミーを経て、2016-17シーズンにトップ14のリヨンOUに加入した。
2018-19シーズンから2シーズンにわたりSUアジャンへレンタル移籍した。
2024年7月10日にフランスA代表としてウルグアイ戦に先発出場。3日後の7月13日にフランス代表としてアルゼンチン代表戦に控えから出場、代表初キャップを得た。